# Калитянская дача
«Калитянская дача» (укр. Калитянська дача) — ландшафтный заказник общегосударственного значения, расположенный на территории Броварского района (Киевская область, Украина).
Площадь — 1 162 га.

## История
Заказник был создан согласно Указу Президента Украины от 20 августа 1996 года № 715/96.

## Описание
Природоохранный объект создан с целью охраны ценных природных комплексов в южном Полесье. Заказник занимает все участки квадратов 12-31 Семиполкинского лесничества на территории Калитянского поселкового совета и Заворичского сельсовета — между автодорогой Е95 и ж/д линией Киев—Нежинː между населёнными пунктами Калита, Рудня, Семиполки и Гаевое до урочищ Гаи и Журавлево на востоке.
Ближайший населённый пункт — Калита, Рудня, Семиполки; город — Бровары.

## Природа
Ландшафт заказника преимущественно представлен широколиственным лесом и низинными (эвтрофными) болотами.
Распространены широколиственные леса с доминирующими породами дуб, ясень, липа, а также иногда встречаются клён остролистный, бархат амурский. Травяной ярус представлен доминирующими видами сныть обыкновенная, здвездчатка ланцетолистная и осока волосистая. Краснокнижные видыː тайник яйцевидный и дремлик зимовниковый.
Болота расположены очагами как внутри так и севернее лесного массива, где примыкает ручей реки Трубеж. Растительность осоковых болот представлена доминирующими осокой омской и острой, высокотравных — тростником и рогозом. Также есть незначительные участки кустарниковых болот с ивой пепельной и лесных болот с черноольшаниками и телиптерисом.
В заказнике встречаются лось, косуля, олень, западный соловей, пеночка-теньковка, пеночка-трещотка, зяблик, певчий дрозд, кряква, чирок-трескунок. Является местом селения большой популяции барсука, занесённого в Красную книгу Украины.